# 士麥那鎮區 (北卡羅萊納州羅伯遜縣)
士麥那鎮區（英語：Smyrna Township）是位於美國北卡羅萊納州羅伯遜縣的一個鎮區。

## 地方資料
士麥那鎮區的面積為48.43平方千米，皆為陸地。根據2020年美國人口普查的數據，當地共有人口1055人，而人口密度為每平方千米21.78人。